# ادریان کلیفتون
ادریان کلیفتون (انگلیسی: Adrian Clifton؛ زادهٔ ۱۲ دسامبر ۱۹۸۸) بازیکن فوتبال اهل مونتسرات است.
از باشگاه‌هایی که در آن بازی کرده‌است می‌توان به باشگاه فوتبال رومفورد اشاره کرد.
وی همچنین در تیم ملی فوتبال مونتسرات بازی کرده‌است.